# Aromaticita
Aromaticita a antiaromaticita jsou vlastnosti určující aromatické uhlovodíky (areny) a antiaromatické uhlovodíky. Jsou známy i aromatické heterocyklické sloučeniny.
Aromatické sloučeniny musí splňovat následující podmínky:
- planární (rovinná) cyklická molekula
- konjugovaný systém dvojných vazeb (mezomerní struktury)
- počet π-elektronů odpovídající Hückelovu pravidlu 4n+2, kde n ≥ 0.

Existují také velmi reaktivní antiaromatické sloučeniny. Splňují první dva body aromaticity, ale liší se v počtu π elektronů, který je roven 4n (všimněte si nepárových elektronů ve schématu molekulových orbitalů).
| Cyklopropen     | Kation                     | Radikál                            | Anion                      |
| Cyklopropen     | Cyklopropen s MO diagramem | Kruhový cyklopropen s MO diagramem | Cyklopropen s MO diagramem |
| sp3 uhlík       | 2 π elektrony; n=0         | 3 π elektrony                      | 4 π elektrony              |
| Není aromatický | Je aromatický              | Není aromatický                    | Je antiaromatický          |

| Cyklobutaden s MO diagramem | Cyklobutaden s MO diagramem                             | Cyklobutaden s MO diagramem             | Cyklopentaden s MO diagramem |
| 4 π elektrony               | 2 π elektrony; n=0                                      | 6 π elektronů; n=1                      | 4 π elektrony                |
| Antiaromatický              | Aromatický (izoelektronický s cyklopropenovým aniontem) | Aromatický (izoelektronický s benzenem) | Antiaromatický               |

| Cyklopentaden s MO diagramem            | Cykloheptatren s MO diagramem           | Cykloheptatren s MO diagramem | Cyklooctatretraen               |
| 6 π elektronů; n=1                      | 6 π elektronů; n=1                      | 8 π elektronů                 | 8 π elektronů                   |
| Aromatický (izoelektronický s benzenem) | Aromatický (izoelektronický s benzenem) | Antiaromatický                | Není aromatický (není planární) |

| Cyklodekapentaen                                                                               | Naftalen   | Azulen                                                                   |
| Cyklodekapentan                                                                                | Naftalen   | Azulen                                                                   |
| 10 π elektronů; n=2                                                                            |            |                                                                          |
| Není aromatický (sterické (prostorové) interakce mezi „vnitřními“ atomy H deformují planaritu) | Aromatický | Aromatický (méně stálý než naftalen, při teplotě 350 °C v něj izomeruje) |